# Orvar Säfström
Orvar Säfström, född 18 februari 1974 i Ovanåker, är en svensk journalist, programledare, filmkritiker och musiker. Han är främst känd som filmrecensent i olika TV-program.

## Biografi

### Television
Han inledde sin tv-karriär på ZTV 1996 och var där programledare för bland annat filmprogrammet Recensenten fram till år 2002, därefter på SVT som programledare för Filmkrönikan fram till våren 2006. Under våren 2007 var han programledare för Temalördag på Sveriges Television.

### Musik
Orvar Säfström var under en kortare period 1991 sångare i det svenska death metal-bandet Entombed och har även skrivit texten till två av deras senare låtar, Vices by Proxy på EP:n Black Juju (1999) och I for an Eye på skivan Morning Star (2001). 1 februari 2014 framförde Säfström Entombeds skiva Clandestine i sin helhet tillsammans med originalmedlemmarna Alex Hellid och Ulf Cederlund, Gävle Symfoniorkester och Forsbacka Kammarkör på Gävle konserthus.
Säfström har också sjungit och spelat gitarr i metalbandet Nirvana 2002. 2007 gjorde han ett gästspel på tv-kanalen MTV som programledare för rockprogrammet Fuzz, 2008 och 2009 var han konferencier på Sweden Rock Festival.

### Spelaktiviteter

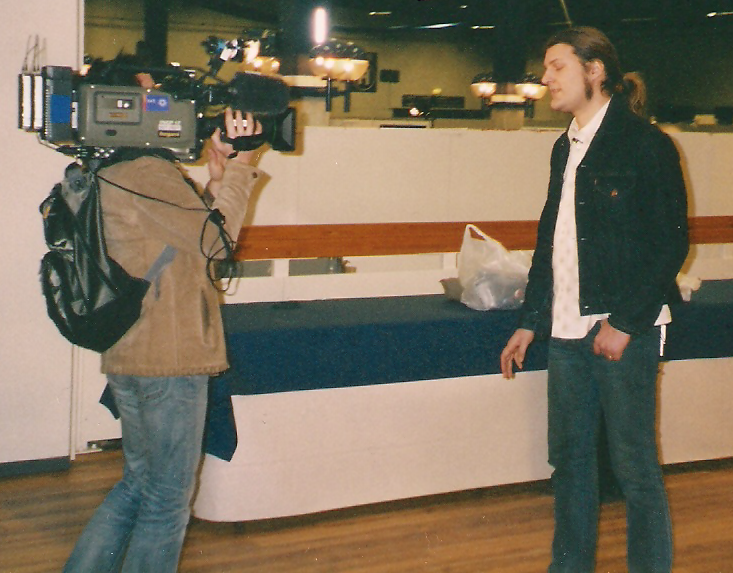
Säfström under ett reportage på The Scandinavian Sci-Fi, Game & Film Convention i Göteborg den 12 mars 2005.

Säfström har på senare år ägnat sig allt mer åt tv-spel, spelmusik och sällskapsspel. Han har varit konferencier för både Svenska Spelgalan och Swedish Game Awards. Han föreläser om spelkulturen både i Sverige och internationellt, och har inledningstalat på ett spelseminarium i Riksdagshuset. Han har även publicerat nostalgiböcker om rollspel och brädspel. Hösten 2006 var han initiativtagare till, samt producent och presentatör för, spelmusikkonserten Joystick tillsammans med Malmö Symfoniorkester, som än idag innehar världsrekord i publik på en konsert med tv-spelsmusik. Sedan dess har Säfström etablerat sig som landets ledande producent av spelmusikkonserter med en serie produktioner runt om i Skandinavien under namnen Joystick och Score. 
Säfström har varit spelskribent på Sydsvenska Dagbladet, den svenska speltidningen Gamereactor och teknikmagasinet Hemmabiotidningen. 
Säfström tilldelades 2005 Svenska Videobranschens hederspris för "betydande insatser för DVD-formatets snabba etablering i Sverige". 2011 utnämndes han till Årets Spelare av Sverok med motiveringen: ”För sitt personliga och breda engagemang för spelkulturen där han med ett föräldraperspektiv verkat för en modernare syn på datorspel och visat på möjligheten för familjer att samlas kring spel.”

### Författare och förläggare
Säfström startade 2017 förlaget Fandrake tillsammans med Jimmy "spelpappan" Wilhelmsson. Förlaget fokuserar på att ge ut coffee table-böcker för nostalgi- och nördkultur. 

## Källhänvisningar
1. 1 2 3  Tjeckiska nationalbibliotekets databas, NKC-ID: mub20231205083, läst: 6 december 2023.[källa från Wikidata]
2. ↑  ”Orvar Säfström sjunger med Entombed”. Aftonbladet. http://www.aftonbladet.se/nojesbladet/nojesbladetlive/article18168771.ab. Läst 2 februari 2014.
3. ↑  ”TV: Se den unika konserten”. Arbetarbladet. Arkiverad från originalet den 3 februari 2014. https://web.archive.org/web/20140203191612/http://arbetarbladet.se/noje/musik/1.6785360-tv-se-den-unika-konserten. Läst 2 februari 2014.
4. ↑  ”Fandrake ger ut högkvalitativt nörderi i coffee table-format”. Boktugg.se. 7 november 2017. https://www.boktugg.se/2017/11/07/fandrake-ger-ut-hogkvalitativt-norderi-i-coffeetableformat/. Läst 16 augusti 2021.